# Dynaspidiotus regius
Dynaspidiotus regius är en insektsart som först beskrevs av Charles Kimberlin Brain 1918.  Dynaspidiotus regius ingår i släktet Dynaspidiotus och familjen pansarsköldlöss. Inga underarter finns listade i Catalogue of Life.